# Championnat du Costa Rica de football 1933
Navigation
Saison précédente Saison suivante
La Primera División 1933 est la treizième édition de la première division costaricienne.
Lors de ce tournoi, le CS Herediano a conservé son titre de champion du Costa Rica face aux sept meilleurs clubs costariciens.
Chacun des huit clubs participant était confronté une fois aux sept autres équipes, puis les quatre premières se sont affrontées une fois de plus.

## Les 8 clubs participants
| \| San José: Gimnástica Española CS La Libertad CS México Alajuela: CD Alajuela Junior LD Alajuelense Alajuela AD Buenos Aires I San José CS Herediano I San José I San José Orión FC \| Localisation des clubs engagés dans le championnat. |
| San José: Gimnástica Española CS La Libertad CS México Alajuela: CD Alajuela Junior LD Alajuelense Alajuela AD Buenos Aires I San José CS Herediano I San José I San José Orión FC                                                           |

| Club                | Stade                        | Capacité          | Ville        |
| CD Alajuela Junior  | Stade inconnu                | Capacité inconnue | Alajuela     |
| LD Alajuelense      | Stade inconnu                | Capacité inconnue | Alajuela     |
| AD Buenos Aires     | Stade inconnu                | Capacité inconnue | Buenos Aires |
| Gimnástica Española | Stade inconnu                | Capacité inconnue | San José     |
| CS Herediano        | Stade inconnu                | Capacité inconnue | Heredia      |
| CS La Libertad      | Stade national du Costa Rica | 25 500            | San José     |
| CS México           | Stade inconnu                | Capacité inconnue | San José     |
| Orión FC            | Stade Lito Monge             | 27 500            | Curridabat   |

## Compétition
Les huit équipes affrontent une fois les sept autres équipes selon un calendrier tiré aléatoirement, puis les quatre meilleures équipes s'affrontent une fois de plus. 
Le classement est établi sur l'ancien barème de points (victoire à 2 points, match nul à 1, défaite à 0).
Le départage final se fait selon les critères suivants :
- Le nombre de points.
- Un match de départage.

### Classement
| Rang | Équipe              | Pts | J  | G | N | P | Bp | Bc | Diff |
| ---- | ------------------- | --- | -- | - | - | - | -- | -- | ---- |
| 1    | CS Herediano (T)    | 16  | 10 | 7 | 2 | 1 | 29 | 14 | +15  |
| 2    | Gimnástica Española | 13  | 10 | 6 | 1 | 3 | 28 | 16 | +12  |
| 3    | CS La Libertad      | 12  | 10 | 5 | 2 | 3 | 22 | 15 | +7   |
| 4    | AD Buenos Aires     | 12  | 10 | 6 | 0 | 4 | 36 | 31 | +5   |
| 5    | CD Alajuela Junior  | 6   | 7  | 3 | 0 | 4 | 22 | 24 | -2   |
| 6    | Orión FC            | 4   | 7  | 1 | 2 | 4 | 16 | 32 | -16  |
| 7    | CS México           | 3   | 7  | 1 | 1 | 5 | 9  | 21 | -12  |
| 8    | LD Alajuelense      | 2   | 7  | 0 | 2 | 5 | 9  | 18 | -9   |

| Légende : Abréviations | Légende : Abréviations |
| ---------------------- | ---------------------- |
|                        | (T) : Tenant du titre  |

## Bilan du tournoi
| Tableau d'Honneur |                |
| Compétition       | Vainqueur      |
| Primera División  | CS Herediano   |
| Copa Cafiaspirina | CS La Libertad |